# Francouzská Indie
Francouzská Indie je obecné označení pro oblasti bývalých francouzských držav v Indii. Ty zahrnovaly především dnešní Puduččéri, Káraikkál a Jánam na Koromandelském pobřeží; dále Mahé na Malabárském pobřeží a Čandanagar v Bengálsku.

## Historie

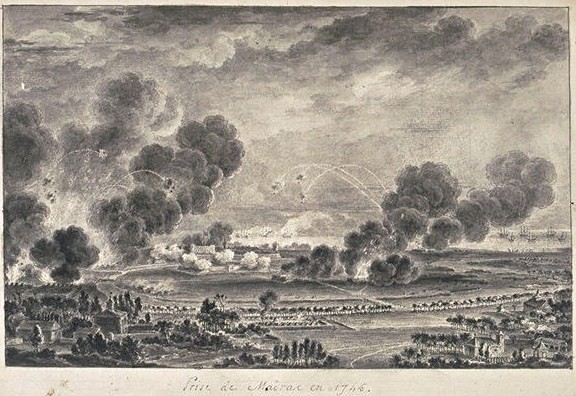
Obsazení Madrasu v roce 1746 Francouzi

První kontakt Francie s Indií nastal již v roce 1527, kdy k indickým břehům přistála obchodní loď rouenských kupců. Následné obchodní kontakty Francouzů s Indií byly malého charakteru a zdaleka nedosahovaly takových rozměrů, jako např. u Britů. Mezníkem v počátečních kontaktech Francie s Indií se stal rok 1664, kdy byla založena Francouzská Východoindická společnost.
Během sedmileté války začala Francie ztrácet svá území v Indii. Po roce 1763 jí zde zůstalo pouze pět faktorií.